# Rhombostilbella crus-pavonis
Rhombostilbella crus-pavonis är en svampart som beskrevs av Cif., Bat. & Nascim. 1956. Rhombostilbella crus-pavonis ingår i släktet Rhombostilbella, divisionen sporsäcksvampar och riket svampar.   Inga underarter finns listade i Catalogue of Life.